# Всеобщие выборы в Занзибаре (январь 1961)
Всеобщие выборы, проведенные в Занзибаре в январе 1961. В результате Афро-ширазийская партия получила 10 мест, Националистическая партия Занзибара девять, и Народная партия Занзибара и Пембы три. И партия АШП, и партия НПЗ попытались сформировать правительство. К АШП присоединились 2 членов НПЗП, а к НПЗ один член НПЗП. Таким образом создать правительство оказалось невозможным, и повторные выборы были проведены в июне.
Из 95.000 зарегистрированных избирателей, проголосовало 85.000.

## Результаты
| Партии                              | Голоса | % | Места |
| ----------------------------------- | ------ | - | ----- |
| Афро-ширазийская партия             |        |   | 10    |
| Националистическая партия Занзибара |        |   | 9     |
| Народная партия Занзибара и Пембы   |        |   | 3     |
| Всего                               |        |   | 22    |
| Source: EISA                        |        |   |       |